# Ладига Іван Федорович
Іван Федорович Ладига (17 жовтня 1920, Мануйлівка — 11 січня 2010, Санкт-Петербург) — Радянський, російський учений, педагог, полковник артилерії, кандидат військових наук, професор, член-кореспондент Академії військових наук, заслужений працівник вищої школи Російської Федерації, ветеран Німецько-радянської війни.

## Біографія
Народився 1920 року в селі Мануйлівка Єлизаветградського повіту Херсонської губернії Української РСР (нині Новоукраїнський район Кіровоградської області України). 1941 року закінчив Харківське артилерійське училище. Брав участь у боях Другої світової війни з 22 червня 1941 року. У перші дні війни — командир взводу в звані лейтенант, 45-мм протитанкових гармат (у складі 173-го окремого винищувально-протитанкового дивізіону 27-го стрілецького корпусу), відбивав атаки танкової армії Клейста біля міста Луцька та селища Торчин 24 і 25 липня було знищено 5 німецьких танків. Протягом липня 1941 року І. Ф. Ладига брав участь в оборонних боях 5-ї армії при відступі стрілецьких військ у напрямку міст Рівне, Коростень, Київ. У боях під Києвом отримав осколкове поранення та був госпіталізований у місті Полтава.
Після виписки призначено командиром вогневого взводу 45-мм протитанкових гармат 1049-го, стрілецького полку 300-ї стрілецької дивізії. У вересні — жовтні 1941 року брав участь у боях за місто Харків. В районі хутора Ланцюжки на захід від Харкова був важко поранений, і відправлено до шпиталю в Сталінграда.
1942 року в Казані, куди було евакуйовано Вищу Академію Генштабу, закінчив короткострокові курси розвідників. У квітні 1943 року на посаді старшого помічника начальника розвідувального відділу 18-го гвардійського стрілецького корпусу 13-ї армії центрального фронту брав участь у Курській битві, в оборонних боях в районі залізничної станції Понирі, у контрнаступі через міста Севськ, Конотоп, Прилуки. У жовтні-листопаді 1943 року бере участь у форсуванні річки Дніпро, битві за Київ. У листопаді 1943 року капітан І. Ф. Ладига, на посаді помічника начальника оперативного відділу штабу стрілецького корпусу, на чолі групи розвідників бере активну участь у забезпеченні виведення 8-ї стрілецької дивізії з оточення в районі населеного пункту Товстий ліс на захід від Чорнобиля. Командуючи цією групою розвідників, разом із поліськими партизанами генерала Олександра Сабурова, 18-м гвардійським стрілецьким корпусом, під командуванням І. М. Афоніна брав участь у штурмі та звільненні міста Єльськ.
У лютому 1944 року в районі міста Шепетівка група розвідників під командуванням І. Ф. Ладиги в тилу противника захопила в полон шістьох німців, які дали цінну інформацію. У 1984 році за мужність і героїзм, виявлені в тому бою, Івану Федоровичу було надано звання «Почесний громадянин міста Шепетівки».
У 1944—1945 роках у складі 18-го гвардійського стрілецького корпусу І. Ф. Ладиги, призначений на посаду начальника оперативного відділення штабу стрілецької дивізії, бере участь у визволенні міст Ізяслав, Тернопіль, Станіслав, Старий Самбір, Ужгород, Бухарест, у важких боях при штурмі Будапешта, відображенні танкових атак в районі Секешфегервара, взяття Відня.
1949 року із золотою медаллю закінчив військову академію імені Фрунзе в Москві. У 1949—1953 роках — викладач військової академії імені Ф. Е. Дзержинського. З 1954 р. — Викладач, старший викладач, заступник начальника кафедри, доцент, старший науковий співробітник Військової артилерійської академії імені М. І. Калініна.
З 1980 і до кінця життя — вчений секретар спеціалізованої вченої ради Михайлівської військової артилерійської академії.

## Нагороди
За виявлений героїзм під час визволення міста Шепетівки (Україна) від фашистських загарбників (1943), 1984 року І. Ф. Ладизі надали звання почесного громадянина цього міста. Також має нагороди:
- Орден Червоного Прапора (18 лютого 1944 р.);
- Орден Вітчизняної війни 2-го та 1-го ступенів;
- Орден Трудового Червоного Прапора ;
- 3 Ордени Червоної Зірки ;
- Орден Пошани ;
- медалі.